# 성화연
성화연은 대한민국의 배우이다.

## 학력
- 상명대학교 무용예술학 학사

## 출연 작품

### 영화
- 《혈적자: 피를쫓는사나이》 (2021년) - 초롱 역
- 《사라센의 칼》 (2021년) - 은지 역
- 《연기왕》 (2020년) - 헤/메 실장 역
- 《제인의 썸머》 (2020년) - 서윤 역

### 광고
- 칸타타 콘트라베이스 TEA